# 15.ª etapa da Volta a Espanha de 2021
A 15.ª etapa da Volta a Espanha de 2021 teve lugar a 29 de agosto de 2021 entre Navalmoral de la Mata e El Barraco sobre um percurso de 197,5 km e foi vencida pelo polaco Rafał Majka da equipa UAE Emirates. O norueguês Odd Christian Eiking conseguiu chegar como líder à segunda jornada de descanso.

## Classificação da etapa
| Navalmoral de la Mata - El Barraco | alta montanha | (197,5 km) |

| \| Classificação por etapas \| Classificação por etapas \| Classificação por etapas \| Classificação por etapas \| Classificação por etapas \| \| Ciclista \| Ciclista \| Equipe \| Tempo \| \| \| ------------------------ \| ------------------------ \| ---------------------------------- \| ------------------------ \| ------------------------ \| \| 1. \| Rafał Majka \| UAE Team Emirates \| 4h51m36s \| \| \| 2. \| Steven Kruijswijk \| Jumbo-Visma \| + 1m27s \| \| \| 3. \| Chris Hamilton \| Team DSM \| + 2m19s \| \| \| 4. \| Adam Yates \| Ineos Grenadiers \| + 2m42s \| \| \| 5. \| Giulio Ciccone \| Trek-Segafredo \| + 2m57s \| \| \| 6. \| Odd Christian Eiking \| Intermarché-Wanty-Gobert Matériaux \| + 2m57s \| \| \| 7. \| Felix Großschartner \| Bora-Hansgrohe \| + 2m57s \| \| \| 8. \| Sepp Kuss \| Jumbo-Visma \| + 2m57s \| \| \| 9. \| David de la Cruz \| UAE Team Emirates \| + 2m57s \| \| \| 10. \| Enric Mas \| Movistar Team \| + 2m57s \| \| |                      |                                    |          |
| |                      |                                    |          |
| Fonte: ProCyclingStats |                      |                                    |          |
| Classificação por etapas |                      |                                    |          |
| Ciclista | Ciclista             | Equipe                             | Tempo    |
| 1. | Rafał Majka          | UAE Team Emirates                  | 4h51m36s |
| 2. | Steven Kruijswijk    | Jumbo-Visma                        | + 1m27s  |
| 3. | Chris Hamilton       | Team DSM                           | + 2m19s  |
| 4. | Adam Yates           | Ineos Grenadiers                   | + 2m42s  |
| 5. | Giulio Ciccone       | Trek-Segafredo                     | + 2m57s  |
| 6. | Odd Christian Eiking | Intermarché-Wanty-Gobert Matériaux | + 2m57s  |
| 7. | Felix Großschartner  | Bora-Hansgrohe                     | + 2m57s  |
| 8. | Sepp Kuss            | Jumbo-Visma                        | + 2m57s  |
| 9. | David de la Cruz     | UAE Team Emirates                  | + 2m57s  |
| 10. | Enric Mas            | Movistar Team                      | + 2m57s  |

## Classificações ao final da etapa

### Classificação geral
| \| Classificação geral \| Classificação geral \| Classificação geral \| Classificação geral \| Classificação geral \| \| Ciclista \| Ciclista \| Equipe \| Tempo \| \| \| ------------------- \| -------------------- \| ---------------------------------- \| ------------------- \| ------------------- \| \| 1. \| Odd Christian Eiking \| Intermarché-Wanty-Gobert Matériaux \| 59h57m50s \| \| \| 2. \| Guillaume Martin \| Cofidis \| + 54s \| \| \| 3. \| Primož Roglič \| Jumbo-Visma \| + 1m36s \| \| \| 4. \| Enric Mas \| Movistar Team \| + 2m11s \| \| \| 5. \| Miguel Ángel López \| Movistar Team \| + 3m04s \| \| \| 6. \| Jack Haig \| Bahrain Victorious \| + 3m35s \| \| \| 7. \| Egan Bernal \| Ineos Grenadiers \| + 4m21s \| \| \| 8. \| Adam Yates \| Ineos Grenadiers \| + 4m34s \| \| \| 9. \| Sepp Kuss \| Jumbo-Visma \| + 4m59s \| \| \| 10. \| Felix Großschartner \| Bora-Hansgrohe \| + 5m31s \| \| |                      |                                    |           |
| |                      |                                    |           |
| Fonte: ProCyclingStats |                      |                                    |           |
| Classificação geral |                      |                                    |           |
| Ciclista | Ciclista             | Equipe                             | Tempo     |
| 1. | Odd Christian Eiking | Intermarché-Wanty-Gobert Matériaux | 59h57m50s |
| 2. | Guillaume Martin     | Cofidis                            | + 54s     |
| 3. | Primož Roglič        | Jumbo-Visma                        | + 1m36s   |
| 4. | Enric Mas            | Movistar Team                      | + 2m11s   |
| 5. | Miguel Ángel López   | Movistar Team                      | + 3m04s   |
| 6. | Jack Haig            | Bahrain Victorious                 | + 3m35s   |
| 7. | Egan Bernal          | Ineos Grenadiers                   | + 4m21s   |
| 8. | Adam Yates           | Ineos Grenadiers                   | + 4m34s   |
| 9. | Sepp Kuss            | Jumbo-Visma                        | + 4m59s   |
| 10. | Felix Großschartner  | Bora-Hansgrohe                     | + 5m31s   |

### Classificação por pontos
| Classificação por pontos | Classificação por pontos | Classificação por pontos | Classificação por pontos | Classificação por pontos |
| Ciclista                 | Ciclista                 | Equipe                   | Pontos                   |                          |
| ------------------------ | ------------------------ | ------------------------ | ------------------------ | ------------------------ |
| 1.                       | Fabio Jakobsen           | Deceuninck-Quick Step    | 200 pts                  |                          |
| 2.                       | Magnus Cort              | EF Education-Nippo       | 114 pts                  |                          |
| 3.                       | Primož Roglič            | Jumbo-Visma              | 108 pts                  |                          |
| 4.                       | Matteo Trentin           | UAE Team Emirates        | 103 pts                  |                          |
| 5.                       | Alberto Dainese          | Team DSM                 | 93 pts                   |                          |
| 6.                       | Michael Matthews         | BikeExchange             | 92 pts                   |                          |
| 7.                       | Arnaud Démare            | Groupama-FDJ             | 88 pts                   |                          |
| 8.                       | Enric Mas                | Movistar Team            | 75 pts                   |                          |
| 9.                       | Romain Bardet            | Team DSM                 | 70 pts                   |                          |
| 10.                      | Andrea Bagioli           | Deceuninck-Quick Step    | 69 pts                   |                          |

### Classificação da montanha
| Classificação da montanha | Classificação da montanha | Classificação da montanha          | Classificação da montanha | Classificação da montanha |
| Ciclista                  | Ciclista                  | Equipe                             | Pontos                    |                           |
| ------------------------- | ------------------------- | ---------------------------------- | ------------------------- | ------------------------- |
| 1.                        | Romain Bardet             | Team DSM                           | 50 pts                    |                           |
| 2.                        | Damiano Caruso            | Bahrain Victorious                 | 31 pts                    |                           |
| 3.                        | Rafał Majka               | UAE Team Emirates                  | 29 pts                    |                           |
| 4.                        | Michael Storer            | Team DSM                           | 24 pts                    |                           |
| 5.                        | Pavel Sivakov             | Ineos Grenadiers                   | 16 pts                    |                           |
| 6.                        | Jack Haig                 | Bahrain Victorious                 | 15 pts                    |                           |
| 7.                        | Primož Roglič             | Jumbo-Visma                        | 12 pts                    |                           |
| 8.                        | Kenny Elissonde           | Trek-Segafredo                     | 11 pts                    |                           |
| 9.                        | Rein Taaramäe             | Intermarché-Wanty-Gobert Matériaux | 10 pts                    |                           |
| 10.                       | Sepp Kuss                 | Jumbo-Visma                        | 9 pts                     |                           |

### Classificação dos jovens
| Classificação dos jovens | Classificação dos jovens | Classificação dos jovens | Classificação dos jovens | Classificação dos jovens |
| Ciclista                 | Ciclista                 | Equipe                   | Tempo                    |                          |
| ------------------------ | ------------------------ | ------------------------ | ------------------------ | ------------------------ |
| 1.                       | Egan Bernal              | Ineos Grenadiers         | 60h02m11s                |                          |
| 2.                       | Aleksandr Vlasov         | Astana-Premier Tech      | + 1m43s                  |                          |
| 3.                       | Gino Mäder               | Bahrain Victorious       | + 2m26s                  |                          |
| 4.                       | Juan Pedro López         | Trek-Segafredo           | + 6m47s                  |                          |
| 5.                       | Rémy Rochas              | Cofidis                  | + 22m14s                 |                          |
| 6.                       | Clément Champoussin      | AG2R Citroën Team        | + 32m43s                 |                          |
| 7.                       | Steff Cras               | Lotto-Soudal             | + 37m21s                 |                          |
| 8.                       | Jefferson Cepeda         | Caja Rural-Seguros RGA   | + 45m05s                 |                          |
| 9.                       | Gotzon Martín            | Euskaltel-Euskadi        | + 1h00m24s               |                          |
| 10.                      | Pavel Sivakov            | Ineos Grenadiers         | + 1h06m43s               |                          |

### Classificação por equipas
| Classificação por equipes | Classificação por equipes          | Classificação por equipes | Classificação por equipes |
| Equipe                    | Equipe                             | Tempo                     |                           |
| ------------------------- | ---------------------------------- | ------------------------- | ------------------------- |
| 1.                        | Ineos Grenadiers                   | 179h53m03s                |                           |
| 2.                        | UAE Team Emirates                  | + 3m40s                   |                           |
| 3.                        | Bahrain Victorious                 | + 6m48s                   |                           |
| 4.                        | Movistar Team                      | + 15m41s                  |                           |
| 5.                        | Jumbo-Visma                        | + 17m41s                  |                           |
| 6.                        | Trek-Segafredo                     | + 33m42s                  |                           |
| 7.                        | Intermarché-Wanty-Gobert Matériaux | + 41m09s                  |                           |
| 8.                        | Astana-Premier Tech                | + 59m29s                  |                           |
| 9.                        | AG2R Citroën Team                  | + 1h00m43s                |                           |
| 10.                       | Cofidis                            | + 1h05m28s                |                           |

## Abandonos
Jonathan Caicedo não tomou a saída e Jhonatan Narváez e Kiel Reijnen não completaram a etapa.